# Albert Barnekow
Albert Barnekow, född 30 april 1820 på Ludvigsborg i Fulltofta socken, Malmöhus län, död 15 februari 1889 i Anagni i Italien, var en svensk friherre, militär, målare och tecknare.
Han var son till majoren friherre Kjell Christoffer Barnekow och Anna Euphrosyne Brummer och från 1847 gift med Carolina Ascensi. Barnekows far var mycket konstintresserad och inbjöd ofta till sitt hem på Spannarp flera utövande konstnärer, bland andra Carl Johan Fahlcrantz, Johan Holmbergsson, Marcus Larson, Kilian Zoll och dessa konstnärer och deras verk väckte även Albert Barnekows konstintresse. Han flyttade till Italien 1846 och tog avsked från den svenska krigsmakten 1847. I Italien bosatte han sig först i Rom där han även övergick till katolicismen, han flyttade senare till den gamla biskopsstaden Anagni sydost om Rom. Han målade först landskap i Fahlcrantz anda, porträtt och romantiska figurkompositioner men övergick mer och mer till målningar med religiösa motiv. Bland hans offentliga arbeten märks målningen på den öppna trapparkaden i medeltidshuset Casa Gigli i Anagni där han själv bodde under några år, samt en större altarmålning till Kirsebergskapellet i Malmö. På uppdrag av Oskar I målade han tavlan Rafaels apoteos. Barnekow är representerad vid Nationalmuseum i Stockholm.